# Wacholderling

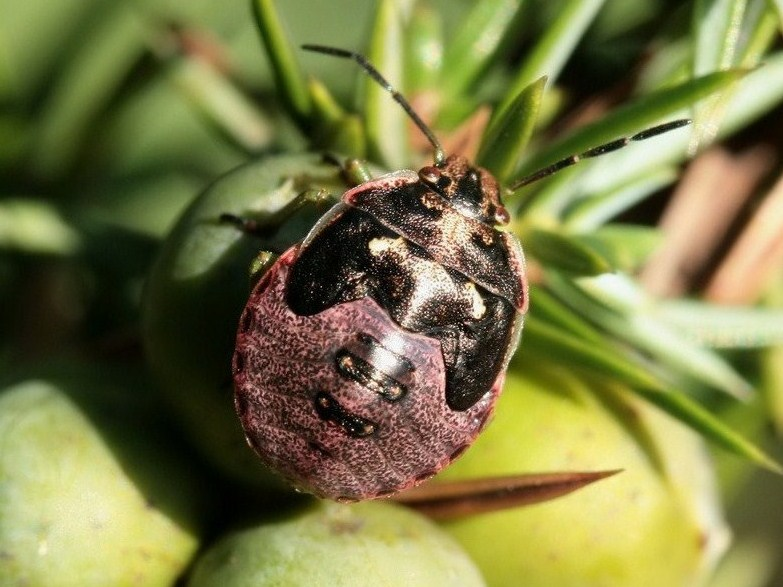
Nymphe von Chlorochroa juniperina

Der Wacholderling (Chlorochroa (Rhytidolomia) juniperina), auch Wacholderwanze genannt, ist eine Wanzenart aus der Familie der Baumwanzen (Pentatomidae). Sie ist eine von drei Arten der Gattung Chlorochroa, die in der Paläarktis vorkommt. Die restlichen 20 Chlorochroa-Arten sind in Amerika heimisch.

## Merkmale
Die etwa 11 Millimeter langen Wanzen sind im Sommer hellgrün, im Herbst bräunlich gefärbt. Die Wanze ist an ihren Rändern weiß bis orangegelb gesäumt. Die ersten beiden Fühlerglieder sind grün, die drei äußeren schwarz gefärbt. Das untere Ende des Schildchens (Scutellum) ist hell gefärbt.

## Verbreitung
Die Art ist in weiten Teilen Europas verbreitet. Im Norden reicht ihr Vorkommen bis über den Polarkreis, im Süden bis nach Nordafrika. Auf den Britischen Inseln verschwand die Art im Jahr 1925, als der Bestand ihrer Hauptfutterpflanze (Wacholder) zurückging.

## Lebensweise
Chlorochroa juniperina findet man an Wacholder (Juniperus), an Kiefern (Pinus) sowie in nördlichen Regionen an Krähenbeeren (Empetrum). Die Wanzen saugen an den Beeren der Wacholdersträucher.

## Taxonomie
Aus der Literatur sind folgende Synonyme bekannt:
- Cimex flavoviridis Goeze, 1778
- Cimex juniperinus Linnaeus, 1758
- Pentatoma confusa Westwood, 1837
- Pitedia juniperina (Linnaeus, 1758)

Es gibt folgende Unterarten:
- Chlorochroa juniperina juniperina (Linnaeus, 1758)
- Chlorochroa juniperina orientalis Kerzhner, 1981